# Sindicato Único de Trabajadoras Domésticas
El Sindicato Único de Trabajadoras Domésticas (SUTD) es una organización sindical uruguaya. Reúne a las trabajadoras domésticas organizadas del país y tiene como misión la promoción y defensa de los derechos sociales y laborales de trabajadoras del servicio doméstico. Sus objetivos primordiales son el fomento de un espacio de interacción e integración a través de la participación colectiva y el asesoramiento en aspectos legales de la actividad.

## Historia
Si bien la historia sindical de las trabajadoras domésticas tiene antecedentes previos al último período dictatorial, el sindicato se funda a inicios de la reapertura democrática en 1985. Sin embargo, permaneció sin actividad hasta 2005, año en que se restablecen los consejos de salarios. El PIT-CNT convocó a un grupo de trabajadoras para refundar la organización.
En 2006 se comenzó a pensar en una ley que regule el sector. El proceso de elaboración de la ley se realizó en conjunto entre el SUTD y el Ministerio de Trabajo y Seguridad Social. La realización de la ley perseguió varios objetivos, a saber, regular el trabajo del servicio doméstico, mejorar las condiciones laborales y reconocer derechos sociales y económicos. El 27 de noviembre de ese mismo año se promulgó la Ley Nº 18.065 Regulación del trabajo doméstico con Decreto reglamentario Nº 224/007 del 25 de junio de 2007 donde entre los elementos más importantes se destaca la definición  del alcance de la tarea del trabajo doméstico, jornadas de 8 horas con un máximo semanal de 44,  derecho a indemnización por despido, seguro de desempelo y fijación de salarios por negociación colectiva.
El 19 de agosto del 2008 se llevó a cabo el primer Consejo de Salarios en acuerdo tripartito. Participaron el SUTD en representación de las trabajadoras,  la Liga de Amas de Casa, Consumidores y Usuarios del Uruguay -por los sectores patronales- y delegados del Poder Ejecutivo. Esta fecha se considera un hito en la historia del sindicato por lo que fue escogida como día de la trabajadora doméstica en Uruguay, un feriado no laborable y pago. 

## Estructura
Esta organización elige sus autoridades cada 2 años. Tienen derecho a formar parte del secretariado y a votar quienes estén afiliadas con un mínimo de 6 meses de afiliación. Cuenta con un secretariado nacional, cuyos miembros son elegidos a través de elecciones, donde hay participación de las filiales de todo el país. Sus elecciones se realizan cada 2 años y 
A su vez el secretariado está subdividido en diferente comisiones y secretarías: Organización, Finanzas, Propaganda, Relaciones Públicas: Lucía Gándara, Salud Laboral, Secretaría de Actas, Secretaría de Interior y Comisión Fiscal.